# Luis Arrieta Cañas
Luis Arrieta Cañas (Santiago de Chile, 1861 - 1961) fue un  incentivador chileno de la música y de la acción política.

## Biografía
Fue hijo de José Arrieta Perera y Mercedes Cañas Calvo. Accediendo a los deseos de su padre, partió a Bélgica y Francia a estudiar agronomía. De vuelta en Chile, se tituló de abogado en la Escuela de Derecho de la Universidad de Chile. Sin embargo, sus deseos vocacionales estaban enlazados a la música y a la acción política. Casado con Rosa Pereira Guerrero (1882-1954), con quien tuvo 12 hijos e hijas.
Compró a su padre la mayor parte de los terrenos que contienen el parque, la casa y las quebradas de la antigua Hacienda de Peñalolén y pasó a residir en Peñalolén, convirtiendo este sitio en uno de los principales centros de la cultura y de las artes del Santiago de fines del siglo XIX y comienzos del XX. Falleció el 5 de agosto de 1961, sus restos descansan junto a su esposa en el mausoleo familiar del Cementerio General (patio N° 31, Belisario Prat con Hermanas).

### La música
El 29 de marzo de 1889, Arrieta Cañas inauguró las Jornadas Musicales de Peñalolén, creando un espacio de reunión tanto para los intérpretes avezados como para los aficionados, e introdujo en Chile a músicos aún desconocidos. Este fue uno de los primeros espacios públicos para la música de cámara chilena donde se conoció la música de los compositores alemanes, austriacos, franceses y rusos. Se reunían a compartir sus propias obras y a interpretar a los grandes como Beethoven, Mozart, Haydn o Brahms. Sin embargo, su gran desafío fue librar las primeras y espectaculares batallas en favor de Wagner y la nueva ópera. 
Participaban de estas reuniones los compositores Javier Rengifo, Enrique Arancibia, Enrique Soro, Celerino Pereira, Próspero Bisquert, Alberto García Guerrero, Alfonso Leng, Acario Cotapos, Pedro Humberto Allende Sarón, Isidoro Vásquez y Domingo Santa Cruz.
El compositor, músico y violonchelista italiano Luigi Stefano Giarda se integró a estas reuniones desde abril de 1906.

### La literatura
La antigua tradición de las Tertulias de Peñalolén es retomada por Arrieta Cañas en la década de 1920, en la casa y Parque de Peñalolén.
El crítico literario Alone, recuerda las reuniones intelectuales y artísticas de los domingos, a las que concurrían Pedro Prado, Inés Echeverría, Eduardo Solar, Valentín Brandau, Ricardo Dávila Silva, Julio Vicuña Cifuentes, Luis Orrego Luco y el mismo Alone y muchas veces, extranjeros ilustres como por ejemplo, Alfonso Reyes o José Ortega y Gasset.

### La política
A mediados del siglo XIX, algunos sectores intelectuales consolidaron la ruptura ideológica con el escolasticismo, iniciada en el siglo XIX con José Victorino Lastarria, Benjamín Vicuña Mackenna, Diego Barros Arana y otros intelectuales y políticos del Club del Progreso. Entre estos nuevos líderes del racionalismo liberal y del positivismo estuvo Luis Arrieta Cañas junto a Enrique Mac Iver, Manuel Rivas Vicuña, Eliodoro Yáñez, Enrique Matta Vial y los hermanos Jorge, Juan Enrique y Luis Lagarrigue. Adhirieron a los principios del pragmatismo de William James y de su antecesor Herbert Spencer.
A principios del siglo XX, recién formada la Comuna de Ñuñoa, el empecinado liberal Luis Arrieta Cañas, se integra al quehacer político comunal, sirviendo como el sexto alcalde de Ñuñoa desde 1900 hasta 1912. Crea un servicio de carros mortuorios y el servicio de ambulancia Peñalolén, que hasta 1913 atendía gratuitamente a los pobres de la comuna.

## Escritos
- Críticas y crónicas musicales, Santiago, Chile, "Cisneros", 1927, 215 p.
- El socialismo de la cátedra y la cuestión social 2a. ed., Santiago, Chile, Imprenta Talleres Casa Nacional del Niño, 1938. 384 p.
- Majaderías socialistas, Santiago, Chile, Imprenta El Imparcial, 1942. Serie Biblioteca de estudios sociales. ideas y hechos; 410 p.
- Música, recuerdos y opiniones, Talleres Gráficos, Casa Nacional del Niño, 1954.

## Nuevas jornadas musicales
Después de sesenta años de la última jornada musical de Luis Arrieta Cañas en 1933 y a un poco más de un siglo de su inicio, son reiniciadas por la Universidad Internacional SEK Chile; primero como un homenaje y recuerdo histórico, y después del año 2000 como una actividad permanente. La primera nueva Jornada Musical se realizó el 7 de octubre de 1993, recreando las jornadas de antaño con obras que se interpretaron en el pasado y con la participación de descendientes de los antiguos intérpretes.
- Datos: Q5982832
- Multimedia: Luis Arrieta Cañas / Q5982832